# 경무대

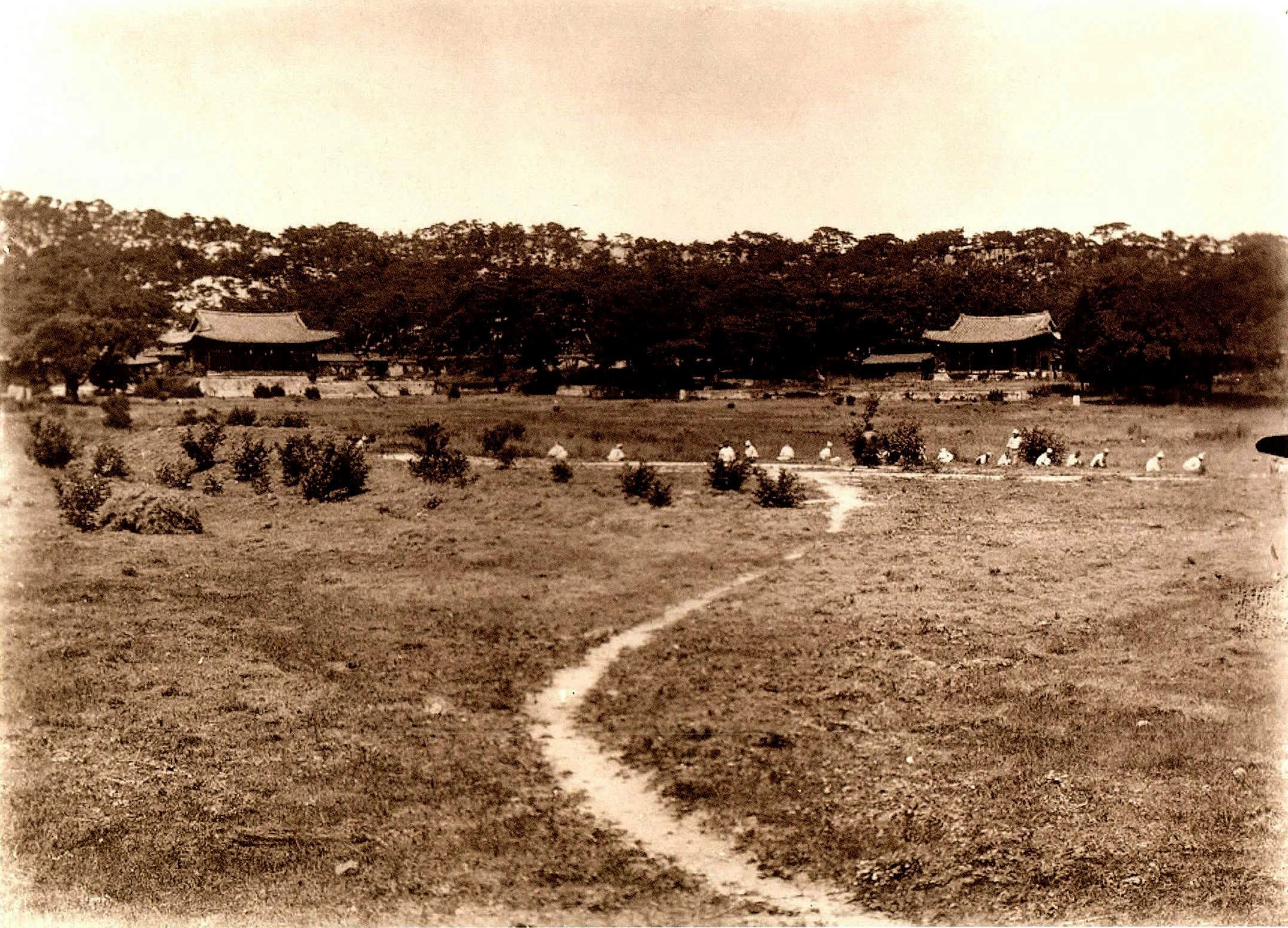
경무대를 마주보고 융문당과 융무당이 서있다. 1920년대 모습.

경무대(景武臺)는 현재 청와대가 세워진 장소에 조선시대에 붙여졌던 이름이다. 중심 전각은 융무당(隆武堂)과 융문당(隆文堂)이었다.

## 역사
조선 태조가 나라를 세운 뒤 새 수도로 정한 곳은 한성부였다. 이후 1394년 새 궁궐을 지었는데 그 장소가 고려 남경의 궁궐터 근처였다. 지금의 청와대 자리는 경복궁 북쪽에 해당한다. 당시 이 자리에는 충순당(忠順堂)·취로정(翠露亭) 등의 전각이 있었다고 전해진다. 이곳에선 임금과 개국공신의 후손들이 모여 대규모 회맹을 실시하기도 했다.
임진왜란 때 경복궁이 불에 탄 뒤 오랫동안 방치되었다가 1868년(고종 5년) 흥선대원군의 주도 하에 경복궁을 재건하고 신무문 밖, 지금의 청와대 자리에 후원인 북원을 만들었다. 이후 후원에 융문당(隆文堂)·융무당(隆武堂) 등의 건물을 지었는데 이때 경무대(景武臺)도 만들었다. 경무대에는 임금의 휴식 공간인 오운각을 비롯한 32동의 건물이 있었다. 융문당에선 과거제를 거행했고 융무당에선 군사 훈련도 하는 등 창덕궁 비원의 춘당대와 그 기능을 같이했다.
일제강점기인 1927년 경무대를 비롯한 후원의 많은 건물들이 헐렸다. 1928년에는 진언종에 융문당과 융무당이 무상으로 대여되었다. 1928년 8월 이후 헐린 자재들은 한강통에 있던 일본 사찰인 고야산(高野山 용광사(龍光寺)의 건물이 되었다. 해방 이후에는 원불교 서울 교당으로 사용되다가 2006년~2007년 용산 재개발사업과 함께 전라남도 영광군의 영산성지로 이건되었다.
1939년에는 경복궁에 있던 총독 관저를 후원 자리로 옮겼다. 이 관저는 해방 후에도 미군정청 존 하지 군정장관이 자신의 관저로 사용했다. 광복 후에는 윤보선이 이름을 청와대로 바꾸고, 박정희가 지금의 건물을 세웠다.

## 권역

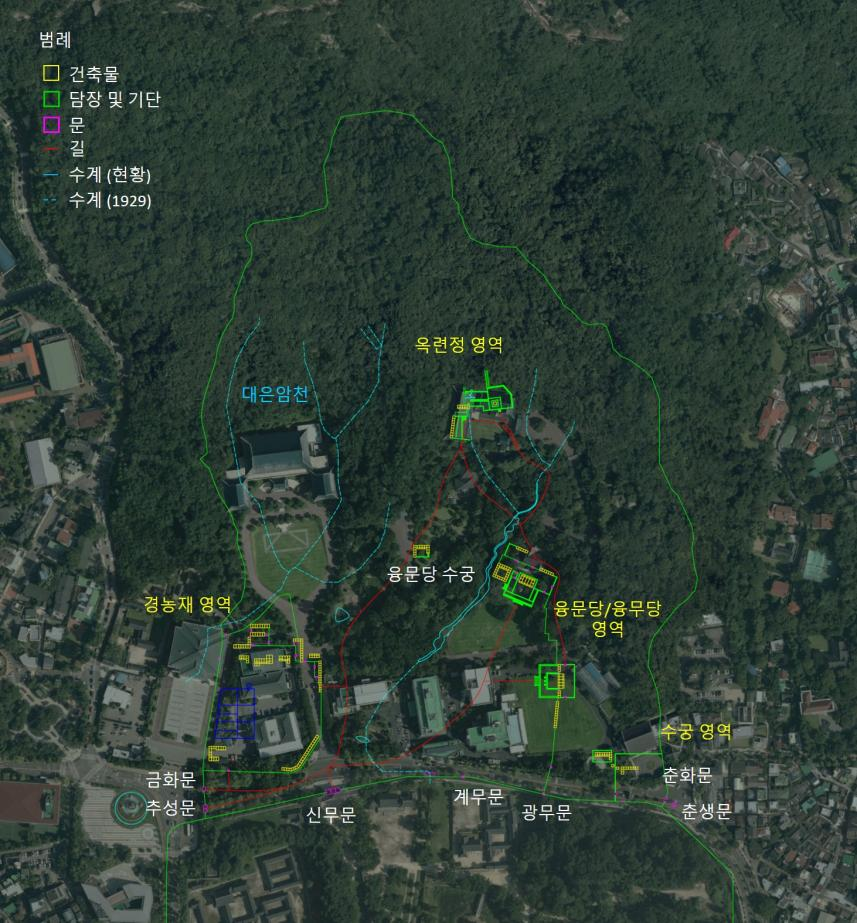
2023년의 모습과 과거 경복궁 후원시절의 모습을 겹쳐둔 지도. (문화재청 제공)

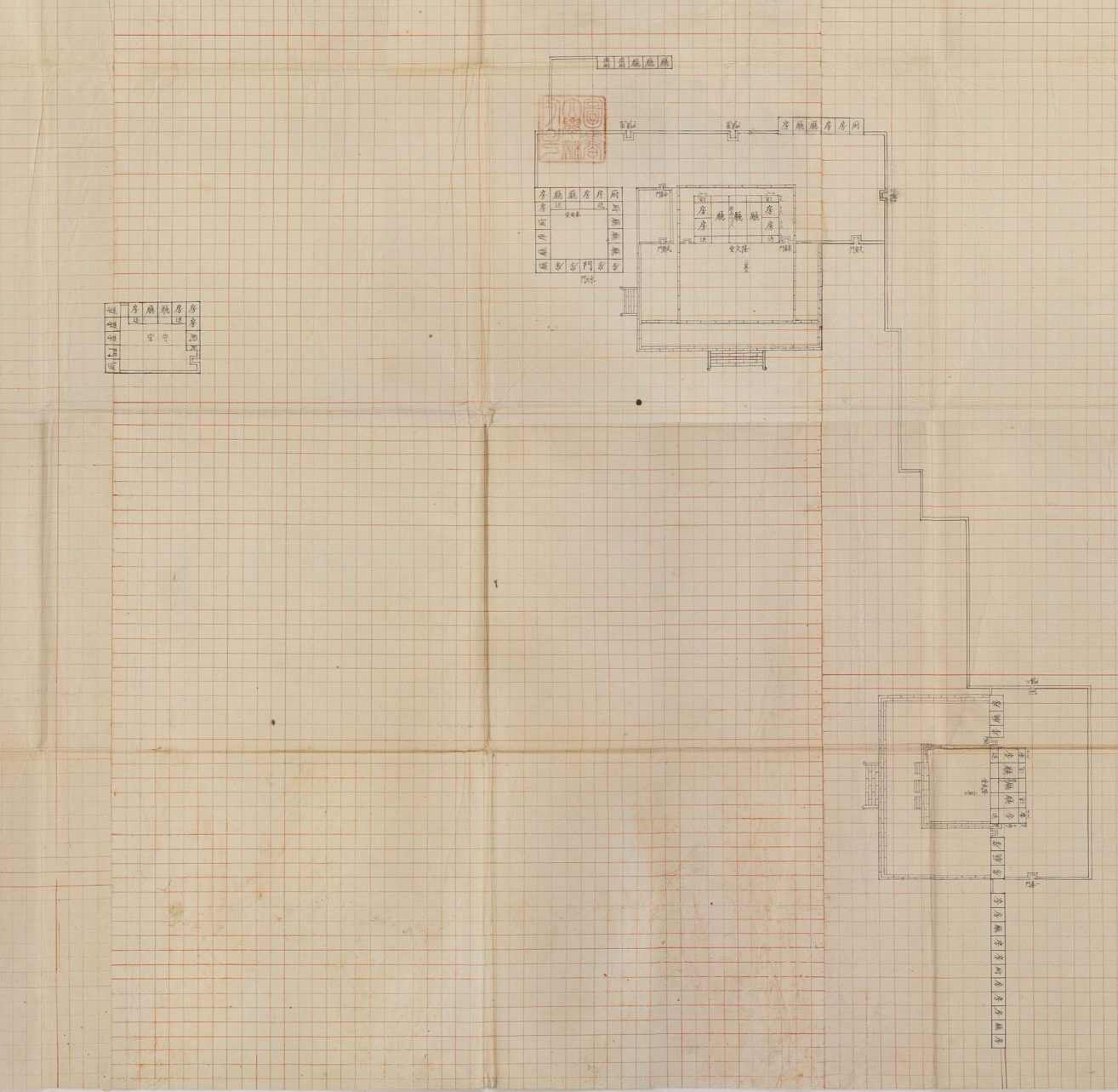
〈북궐후원도형〉에 그려진 경무대 권역. 좌측에 수궁, 위에 융문당과 춘안당이, 우측 하단에 융무당이 그려져있다.

### 융문당
융문당은 지붕마루에 양상도회(樑上塗灰)를 하였고 이익공 공포를 둔 정면 5칸, 측면 3칸의 건물이었다. 대청은 3칸이고 양 옆에 방이 있었다. 단차가 있고 넓은 월대를 갖추고 있어 하대(下臺)의 넓고 큰 계단 아래에 하마석(下馬石)이 있었다.
문과 과거시험을 시행하거나 군대 사열, 망배례 등을 하는데 사용되었다. 원불교 서울 교당에서 법당으로 사용되다가, 2007년부터 원불교창립관으로 이용중이다.

#### 춘안당
춘안당(春安堂)은 융문당 서측으로 붙어있던 행각이다. 고종때는 대보단제(大報壇祭)를 위해 왕은 융문당에서 재숙(齋宿)하고 세자는 춘안당에서 재숙하였다. 춘안당에는 왕실의 서책을 보관하기도 하였다. 

### 융무당
융무당은 지붕마루에 양상도회(樑上塗灰)를 하였고 물익공 공포를 둔 정면 4칸, 측면 3칸의 건물이었다. 중앙에 대청 2칸, 좌우에 방을 1칸씩 두고 전·후퇴가 있는 구조였다. 전면에 넓은 월대가 있었으나 건물의 규모와 월대 높이, 익공 형식 등은 융문당보다 규모가 작았다. 월대 위에 좌우로 협문과 3칸씩의 행각이 있는데, 북쪽의 협문의 이름은 본시문(本始門)이었다.
융무당은 군병들을 대상으로 활쏘기 시험을 보거나 호궤(犒饋) 포상, 훈련, 무예 시범 등을 하는 목적으로 사용되었다. 원불교 서울 교당에서 생활관으로 사용되다가, 옥당박물관 문화체험관(찻집)으로 사용중이다.

### 수궁
융문당의 서측에 있던 규모 15칸짜리 건물로, 경복궁을 지키던 병사들의 처소다.

## 같이 보기
- 청와대

## 주해
1. ↑  회맹단의 정확한 위치는 불명이지만 정선의 그림과 기록에 의하면 신무문 밖 북동쪽 부근인 것이라 추정된다.
2. ↑  경무대란 이름의 기원은 확실치 않다. 경복궁의 '경' 자와 경복궁 북문인 신무문의 '무' 자를 따온 것이란 얘기가 있지만 근거는 없다.

## 참고 문헌
- 이 문서에는 문화재청에서 공공누리 제1유형으로 배포된 자료를 바탕으로 한 내용이 포함되어 있습니다.